# Elijeu de Jesus
Elijeu de Jesus (10 de agosto de 1987) é um futebolista timorense. Atualmente, atua como zagueiro da Seleção Timorense de Futebol.